# Lijst van voetbalinterlands Gambia - Zuid-Soedan
Deze lijst van voetbalinterlands is een overzicht van alle officiële voetbalwedstrijden tussen de nationale teams van Gambia en Zuid-Soedan. De Afrikaanse landen hebben tot op heden drie keer tegen elkaar gespeeld. De eerste wedstrijd, een vriendschappelijke ontmoeting, was op 12 oktober 2021 in El Jadida (Marokko). De laatste confrontatie, een kwalificatiewedstrijd voor de Afrika Cup 2023, vond plaats op 14 juni 2023 in Ismaïlia (Egypte).

## Wedstrijden
| № | Plaats    | Datum           | Competitie                   | Wedstrijd            | Uitslag |
| - | --------- | --------------- | ---------------------------- | -------------------- | ------- |
| 1 | El Jadida | 12 oktober 2021 | Vriendschappelijk            | Zuid-Soedan − Gambia | 1 − 2   |
| 2 | Thiès     | 4 juni 2022     | Afrika Cup 2023 kwalificatie | Gambia − Zuid-Soedan | 1 − 0   |
| 3 | Ismaïlia  | 14 juni 2023    | Afrika Cup 2023 kwalificatie | Zuid-Soedan − Gambia | 2 − 3   |

## Samenvatting
| Competitie              | Totaal gespeeld | Winst Gambia | Gelijk | Winst Zuid-Soedan | Doelsaldo Gambia – Zuid-Soedan |
| ----------------------- | --------------- | ------------ | ------ | ----------------- | ------------------------------ |
| Afrika Cup-kwalificatie | 2               | 2            | 0      | 0                 | 4 − 2                          |
| Vriendschappelijk       | 1               | 1            | 0      | 0                 | 2 − 1                          |
| Totaal                  | 3               | 3            | 0      | 0                 | 6 − 3                          |

GFA · A-internationals · Olympische elftal · Gambiaans vrouwenelftal
Algerije ·
Angola ·
Benin ·
Burkina Faso ·
Burundi ·
Centraal-Afrikaanse Republiek ·
China ·
Comoren ·
Congo-Brazzaville ·
Congo-Kinshasa ·
Denemarken ·
Djibouti ·
Equatoriaal-Guinea ·
Gabon ·
Ghana ·
Guinee ·
Guinee-Bissau ·
Ivoorkust ·
Kaapverdië ·
Kameroen ·
Kenia ·
Kosovo ·
Lesotho ·
Liberia ·
Libië ·
Luxemburg ·
Madagaskar ·
Mali ·
Marokko ·
Mauritanië ·
Mexico ·
Namibië ·
Nieuw-Zeeland ·
Niger ·
Nigeria ·
Oeganda ·
Saoedi-Arabië ·
Senegal ·
Seychellen ·
Sierra Leone ·
Tanzania ·
Togo ·
Tsjaad ·
Tunesië ·
Verenigde Arabische Emiraten ·
Zambia ·
Zuid-Afrika ·
Zuid-Soedan
SSFA · Zuid-Soedanees vrouwenelftal
Interlands
Tegenstander:
Benin ·
Botswana ·
Burkina Faso ·
Burundi ·
Congo-Brazzaville ·
Congo-Kinshasa ·
Djibouti ·
Egypte ·
Equatoriaal-Guinea ·
Ethiopië ·
Gabon ·
Gambia ·
Jordanië ·
Kameroen ·
Kenia ·
Malawi ·
Mali ·
Mauritanië ·
Mozambique ·
Oeganda ·
Oezbekistan ·
Rwanda ·
Sao Tomé en Principe ·
Senegal ·
Seychellen ·
Soedan ·
Somalië ·
Togo ·
Zuid-Afrika